# Bewar
Bewar es un pueblo y nagar Panchayat situado en el distrito de Mainpuri en el estado de Uttar Pradesh (India). Su población es de 23729 habitantes (2011). 

## Demografía
Según el censo de 2011 la población de Bewar era de 23729 habitantes, de los cuales 12456 eran hombres y 11273 eran mujeres. Bewar tiene una tasa media de alfabetización del 81,62%, superior a la media estatal del 67,68%: la alfabetización masculina es del 86,54%, y la alfabetización femenina del 76,21%.